# Рокля
Рокля е вид текстилно горно дамско облекло, което покрива тялото и част от краката; обикновено се носи върху бельо.

## Разновидности и предназначение
Дължината на роклята може да варира от средата на бедрото до глезена. Има рокли с различна дължина на ръкавите, както и без ръкави, големината и формата на деколтето също варират. Талията може да е висока (под гърдите), ниска (под кръста) или да отсъства. Може да има разни декорации, например да е украсена с дантели.
Роклята еволюира постепенно на базата на древните туники (а вероятно и на тази на хитоните). През Средните векове в Европа тя става обемиста, помпозна и изисква много материал за направа, като нейното обличане и събличане изисква време.
Сред съвременните рокли основните видове са всекидневна и официална рокля, като особена роля има коктейлната (за коктейлно и други подобни партита) рокля или така наречената „малка черна рокля“, която става популярна през 50-те години на XX век. Балните рокли се носят само на високоформални официални поводи, като например новогодишен или виенски бал. Разновидности на официалната рокля са абитуриентската и вечерната рокля.